# Бейца
«Бейца», также «Беца» (др.-евр. ביצה‬, beitsah — «яйцо») — трактат в Мишне, Тосефте, Вавилонском и Иерусалимском Талмуде, в разделе Моэд. Место трактата в разделе различается: в Вавилонском Талмуде «Бейца» — четвёртый трактат, следующий за Песахим, что гармонирует с Исх. 12:16, где изложение закона ο соблюдении праздников находится в связи с описанием празднования Песах. В Мишне трактат «Бейца» — 7-й по порядку, а в Иерусалимском Талмуде — 8-й. Трактат содержит законы о действиях (приготовление пищи, переноска вещей), которые, в отличие от субботы, разрешено производить в еврейские праздники.

## Название трактата
Название трактата дано по первому слову в тексте. Такой принцип именования вполне обычен для древних еврейских книг: таким образом, например, озаглавлены все пять книг Торы. Однако, среди трактатов Талмуда название такого типа — единственное, которое не отражает основное содержание трактата. Другое название трактата «Бейца» — «Йом-тов» (ивр. יום טוב‎ — «праздник», букв. «добрый день»); так он называется в Тосефте.

## Предмет рассмотрения
Общее название «йом-тов» закрепилось за праздниками, для которых в Моисеевом законе установлен запрет работать, аналогичный запрету на работу в шаббат. Списки этих дней приведены в Лев. 23:4—44, Чис. 28:16 — 29:39 и Втор. 16:1—15 и не содержат противоречий. Запрет работать, согласно эти спискам, действует в следующие дни, которых начитывается семь:
- Первый день праздника Песах (в синодальном переводе — Пасхи).
- Седьмой день праздника Песах. Праздник Песах продолжается семь дней, но со второго по шестой день строгого запрета на работу нет, эти дни называются חול המועד — «будни праздника».
- Праздник Шавуот (в синодальном переводе — Праздник седмиц).
- Первый день седьмого месяца, который в современном иудаизме принято называть Рош ха-Шана, то есть «Новый год»; в Торе он носит название «праздник труб» (יום תרועה).
- День очищения — Йом-кипур; он имеет особые законы и в трактате, посвящённом праздникам, не рассматривается.
- Первый день праздника Суккот (в синодальном переводе — Праздника кущей). Праздник Суккот, как и Песах, продолжается семь дней; дни со второго по седьмой — «будни праздника».
- День после праздника Суккот, который называется השמיני עצרת — «восьмой завершающий», в синодальном переводе «отдание праздника»; считается отдельным праздником.

Относительно Песаха в Торе сказано:

И в первый день да будет у вас священное собрание, и в седьмой день священное собрание: никакой работы не должно делать в них; только что́ есть каждому, одно то́ можно делать вам.
— Исх. 12:16
Традиционно это понимается так, что в указанные дни соблюдаются все субботние запреты на работу, кроме одного: разрешено готовить еду и производить связанные с этим действия, в частности, переносить нужные для праздника вещи (Мишна, Мегила, 1:5). Разрешение это распространяется на все дни, имеющие статус «йом-тов» (кроме Йом-кипура). Законы о разрешённой в йом-тов, в отличие от шаббата, работе, являются предметом рассмотрения данного трактата.
Одним из основных вопросов, связанных с темой трактата является вопрос о разрешённых к использованию предметах. По мысли законоучителей, суббота и йом-тов представляют собой как бы особый идеальный мир, в котором существуют только те предметы, которые можно использовать разрешённым образом и которые, при этом, были предназначены для использования заранее (они называются ивр. מוכן‎ — мухан, «заготовленное для употребления»). Различие это основано на Исх. 16:5: «в шестой день пусть заготовляют (והכינו), что принесут», где речь идет ο небесной манне, которую следовало в пятницу заготовлять на субботу. Посредством традиционного толкования идея, выраженная в указанном стихе, была обобщена и вылилась в следующую формулу: нельзя пользоваться в субботу и йом-тов предметом, не приготовленным для использования заранее, накануне означенных дней. Такие предметы могут быть двух родов:
- «мукцэ» (ивр. מוקצה‎ — «выделенное») — предмет, запрещённый вследствие того, что он предназначен для работы, запрещённой в субботу или праздник;
- «нолад» (ивр. נולד‎ — «родившееся») — предмет в принципе разрешённый, но не существовавший накануне субботы или йом-това, например, снесённое в этот день яйцо. Трактат как раз и начинается с вопроса о том, можно ли съесть такое яйцо, не дожидаясь окончания праздника: школа Шаммая разрешает, а школа Гиллеля запрещает; это самое яйцо, собственно, и вынесено в заголовок трактата.

## Содержание трактата
Трактат «Бейца» в Мишне состоит из 5 глав и 42 параграфов.
- Глава первая описывает разногласия между школами Шаммая и Гиллеля относительно законов йом-това.
- Глава вторая рассматривает, какие именно работы, связанные с приготовлением пищи, разрешены в йом-тов. Особо разбирается вопрос о допустимости готовить в пищу в йом-тов на следующую за ним субботу. Чтобы это было возможно, проводится ритуал «эрув тавшилин» (עירוב תבשילין — «смешение кушаний»), согласно которому одно из субботних блюд готовится заранее, накануне праздника. Приводятся особые точки зрения таннаев на праздничные запреты.
- Глава третья разбирает вопросы о допустимости в йом-тов ловли рыбы, забоя животных, получения продуктов у лавочника.
- Глава четвёртая касается некоторых ограничений для совершаемых в йом-тов действий: переноски кувшинов с вином, рубки дров, пользования светильником и т. п..
- Глава пятая касается перемещения и переноски предметов в йом-тов.